# Mikuláš z Bubna-Litic
Mikuláš z Bubna-Litic (ur. 14 czerwca 1897 w Doudlebach nad Orlicí, zm. 17 sierpnia 1954 w Grazu) – czeski ziemianin i polityk, minister rolnictwa Protektoratu Czech i Moraw w latach 1940–1942. 

## Życiorys
Urodził się w rodzinie hrabiego Michaela z Bubna-Litic. Uczęszczał do gimnazjum na Malej Stranie w Pradze, które ukończył w 1916. Po ukończeniu gimnazjum został zwerbowany do armii austro-węgierskiej i służył jako oficer w pułku dragonów. Po zakończeniu I wojny światowej zajął się administracją rodzinnego majątku, był właścicielem pałacu w Doudlebach nad Orlicí, rezydencji w Horní Jelení, mleczarni, gorzelni, cegielni oraz 2105 hektarów ziemi. Szczególnie interesował się leśnictwem, zajmował się wprowadzaniem pionierskich metod utrzymania lasów. W 1926 roku wziął ślub z Margaretą Hansy, córką lekarza z sanatorium w Semmering, para miała córkę i syna. 
Początkowo był przeciwny powstaniu państwa czechosłowackiego, jednak w 1939 roku był jednym z sygnatariuszy deklaracji szlachty czeskiej w obronie czechosłowackiej państwowości, przesłanej następnie do prezydenta Emila Háchy. Po ucieczce ministra rolnictwa Ladislava Feierabenda do Wielkiej Brytanii w 1940 roku objął funkcję ministra rolnictwa Protektoratu Czech i Moraw, zostając pierwszym pochodzącym z arystokracji ministrem od 1918 roku. Głównym powodem wybrania go na to stanowisko było jego pochodzenie i nadzieja, że dzięki niemu stanie się łącznikiem rządu z protektorem Konstantinem von Neurathem.  
Po aresztowaniu premiera Aloisa Eliáša był jednym z inicjatorów głosowania nad dymisją rządu, próbował namówić do dymisji również prezydenta Hachę. Wkrótce potem aresztowano i stracono kilku jego najbliższych współpracowników z ministerstwa rolnictwa. Po tych wydarzeniach złożył dymisję z funkcji ministra, jednak prezydent Hacha namówił go aby pozostał na stanowisku do czasu powołania nowego rządu. Po powołaniu rządu Jaroslava Krejčíego, 19 stycznia 1942 roku przestał pełnić funkcję ministra, zastąpił go Adolf Hrubý. Według świadków przesłuchanych podczas powojennego śledztwa, podczas pełnienia funkcji ministra aktywnie angażował się w działalność ruchu oporu oraz walkę w obronie czeskich interesów. Resztę wojny spędził zarządzając swoim majątkiem. 
W maju 1945 roku został aresztowany i spędził 14 miesięcy w więzieniu Pankrác, prowadzono śledztwo, ale nigdy nie odbył się jego proces. Spośród wielu przesłuchanych wtedy świadków tylko jeden miał wypowiadać się o nim negatywnie. W 1946 roku zmarła jego żona.
28 października 1948 roku wraz z synem Adamem udał się na rzekome polowanie na Morawy, w rzeczywistości jednak wspólnie przekroczyli granicę i udali się na emigrację do Austrii. Czechosłowacka prokuratura dopiero w lutym 1950 roku wszczęła postępowanie w sprawie nielegalnego przekroczenia granicy. Na emigracji mieszkał w Wiedniu, gdzie w 1950 roku ożenił się ponownie, z Marią Malburg, z którą miał dwóch synów. Zmarł w 1954 roku.